# 熊本站
熊本站（日语：〔〕／ Kumamoto eki */?）是屬於九州旅客鐵道（JR九州）和日本貨物鐵道（JR貨物）的鐵路車站，位於熊本縣熊本市西區。JR車站旁亦設有熊本市交通局的熊本站前停留場（日语：／ Kumamoto teiryujo */?）
本站是熊本縣廳所在地熊本市的中心車站，所有列車（包括新幹線及在來線特急列車）均停靠本站。2011年（平成23年）3月12日九州新幹線全線開通後，主要檢車段亦轉移至此站。而車站原本的「東口」和「西口」亦於當日改稱為「白川口」和「新幹線口」。
自2006年（平成18年）9月24日起，本站進行新幹線工程及在來線高架工程，月台配置亦一直在更改。

## JR九州
本站为高架车站。在来线部分设有2座缺角型岛式站台，共计2面6线。其中4至6站台于2015年3月14日高架化，其余站台则于2018年3月17日实现全部高架化。新干线部分设有2座岛式站台，为2面4线，均为8节编组长度，并装有低站台门。本站最初虽设计为可停靠16节编组的列车，但本站以北只预留了12节编组的线路。本站使用自动车站广播。
在来线高架新站房由安藤忠雄设计。高架化前连接东西方向的地下通道停止使用，并将在白川口旧站房拆除后回填复原。旧站房3层以上的办公区（包括JR九州熊本支社等相关单位）也将在拆除时搬迁。
本站在业务上属于直营站，采用MARS系统和POS系统售票。IC卡“SUGOCA”系统于2012年12月1日启用，并与日本国内其他9种交通系IC卡联网，但仅可乘坐在来线列车，新干线暂未支持。

### 月台配置
| 站台编号   | 线路                                        | 运行方向 | 目的地                                            | 备注                                                |
| ---------- | ------------------------------------------- | -------- | ------------------------------------------------- | --------------------------------------------------- |
| 在来线站台 |                                             |          |                                                   |                                                     |
| 1、2、3    | ■鹿儿岛本线                                 | 下行     | 松桥、八代方向                                    | 部分列车从4、5、6站台发车                           |
| 1、2、3    | □快速“超级橙”3号                            |          | 八代、直通肥萨橙铁道线 左敷、水俣、出水方向       | 从2站台发车 仅在周末和节假日开行                    |
| 1、2、3    | ■丰肥本线 □特急“翡翠 山翡翠”□特急“阿苏男孩” |          | 水前寺、光之森、肥后大津方向                      | 因地震灾害，“翡翠 山翡翠”， “阿苏男孩”行驶于此线路” |
| 4、6       | ■鹿儿岛本线                                 | 上行     | 玉名、大牟田、鸟栖方向                            |                                                     |
| 4、6       | □快速“SL人吉”                               |          | 八代、 人吉方向                                   | 均从6站台发车，“SL人吉”预定于2024年3月退役          |
| 4、6       | □特急“坐A列车去吧”                          |          | 宇土、三角方向                                    | 均从6站台发车，“SL人吉”预定于2024年3月退役          |
| 5          | ■天草三角线                                 |          | 住吉、网田、三角方向                              | 部分列车从2、6站台发车                              |
| 5          | □特急“伊三郎・新平”                         |          | 八代、人吉、吉松方向                              | 人吉以南作为普通列车运行                            |
| 5          | ■快速“超级橙”1号                            |          | 八代、直通肥萨橙铁道线 佐敷、水俣、出水、川内方向 | 出水以南作为普通列车运行 仅在周末和节假日开行       |
| 新干线站台 |                                             |          |                                                   |                                                     |
| 11、12     | 九州新干线                                  | 上行     | 博多、直通山阳新干线 广岛、新大阪方向             |                                                     |
| 13、14     | 九州新干线                                  | 下行     | 新八代、鹿儿岛中央方向                            |                                                     |

- 快速“超级橙”2004年3月13日起由肥萨橙铁道公司接手经营
- 熊本站以南设有九州新干线熊本综合车辆所，故存在较多熊本到发的列车。
- 在来线站台的编号由东侧开始，而新干线站台从西侧起编号。

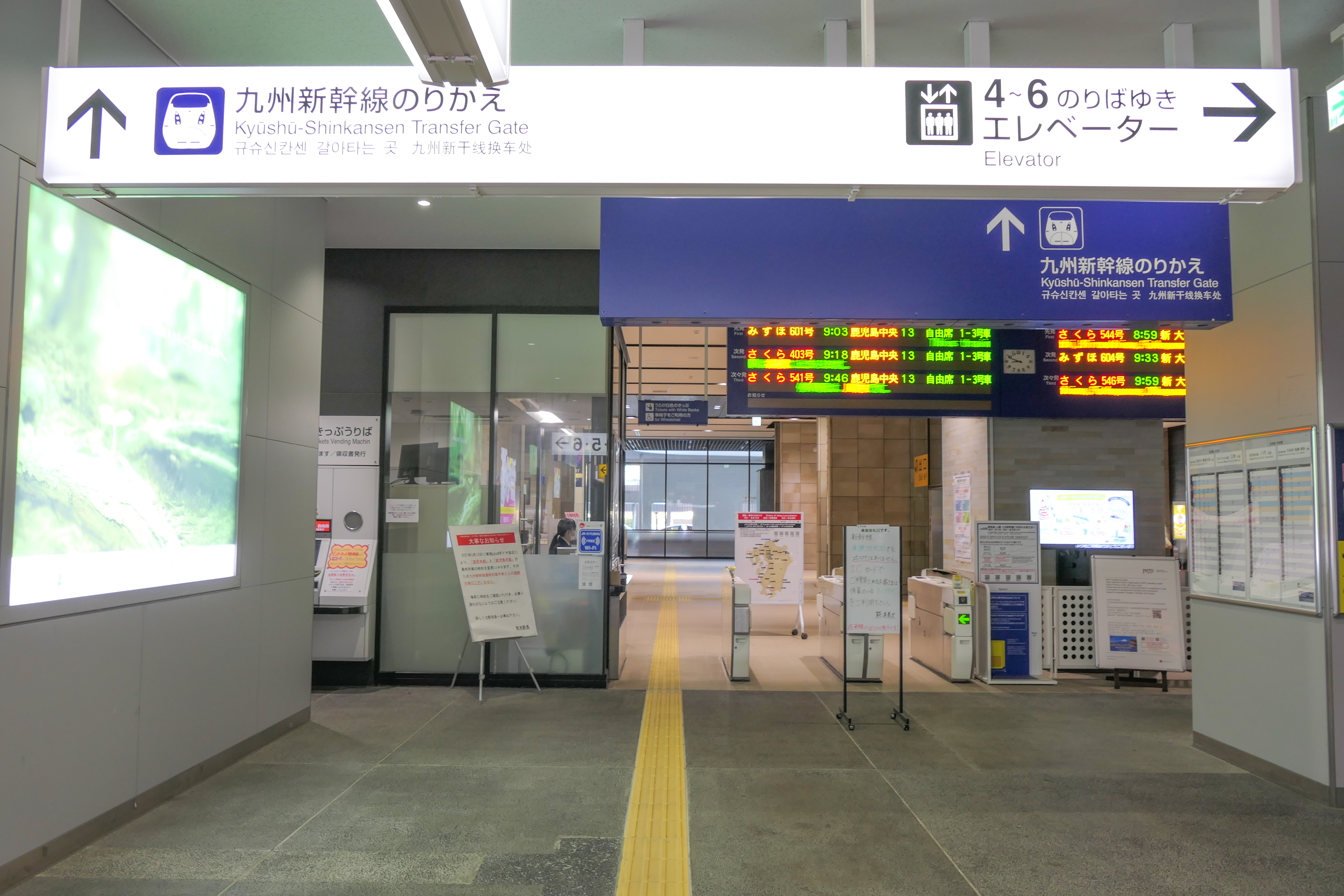
轉乘新幹線的驗票閘口 (2022年月)
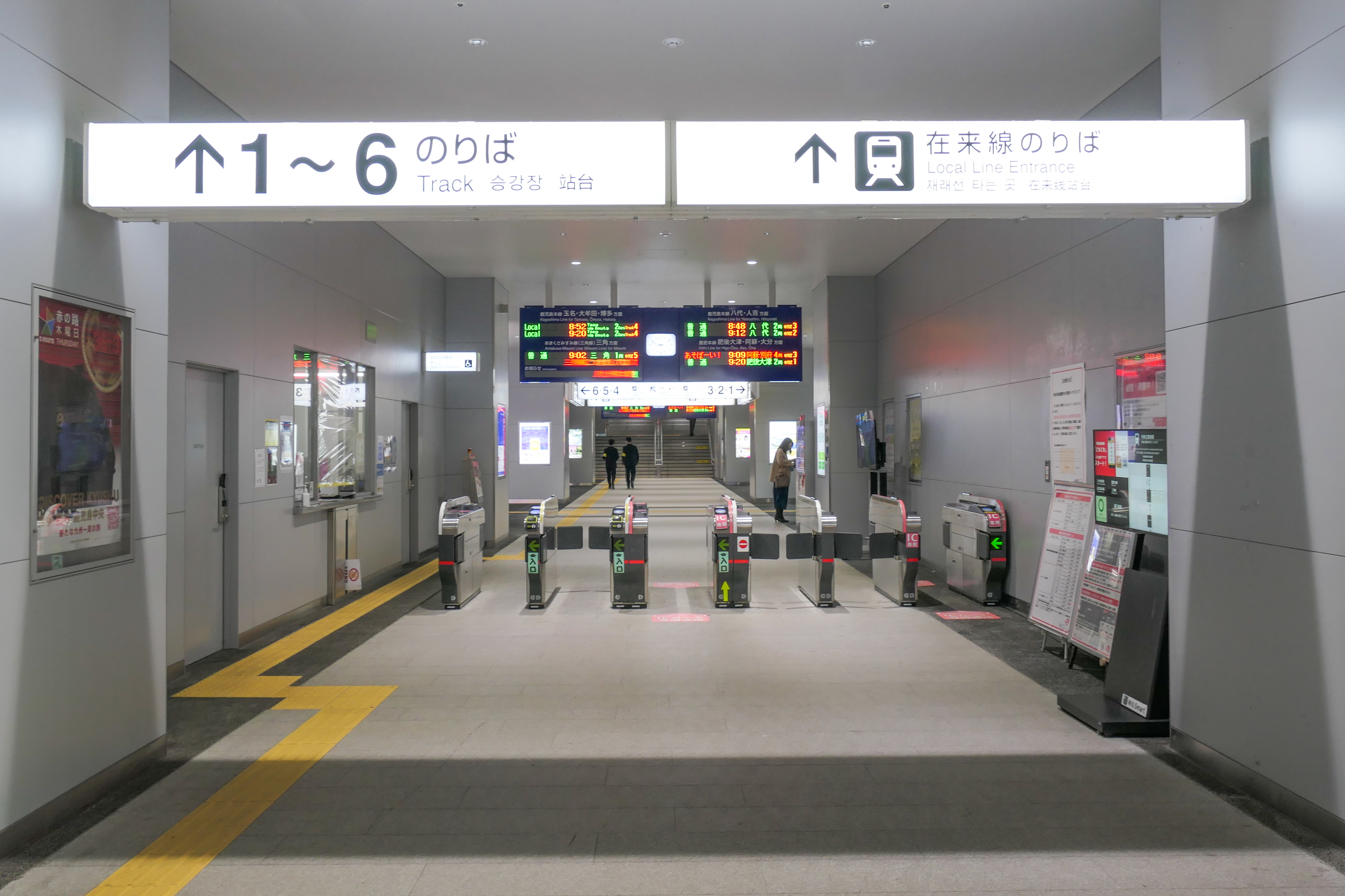
在來線驗票閘口 (2022年1月)
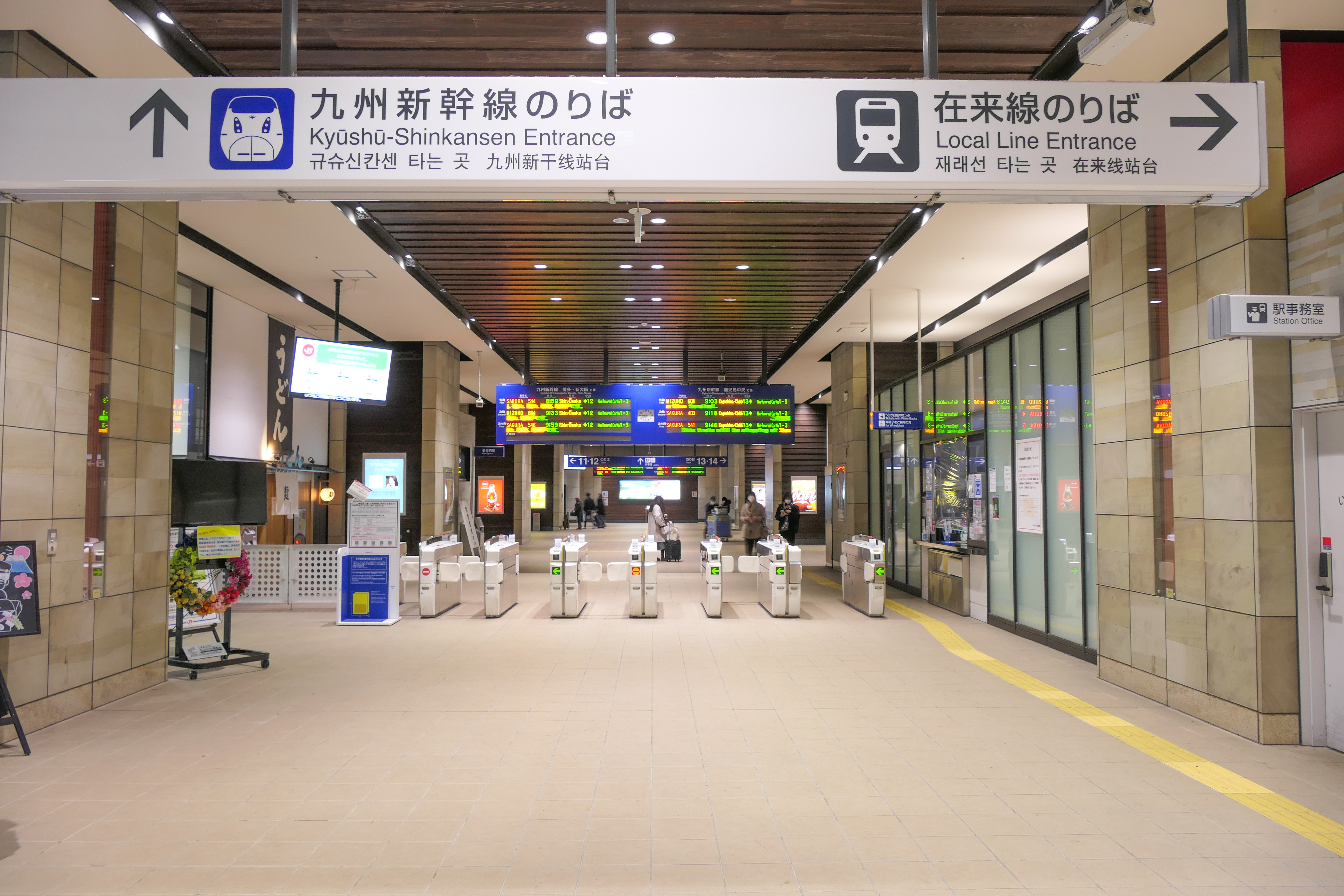
新幹線驗票閘口 (2022年1月)
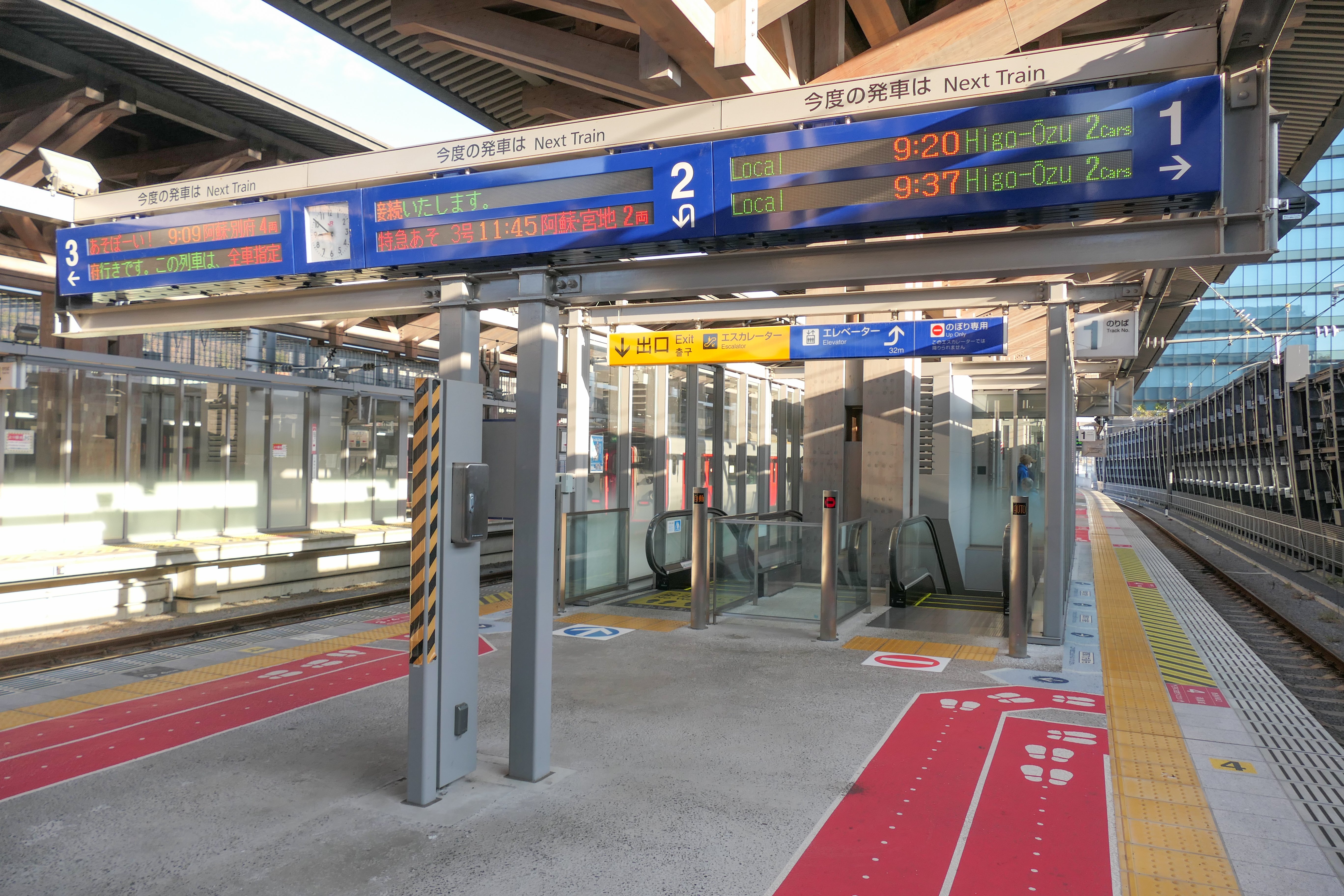
在來線1號至3號月台 (2022年1月)
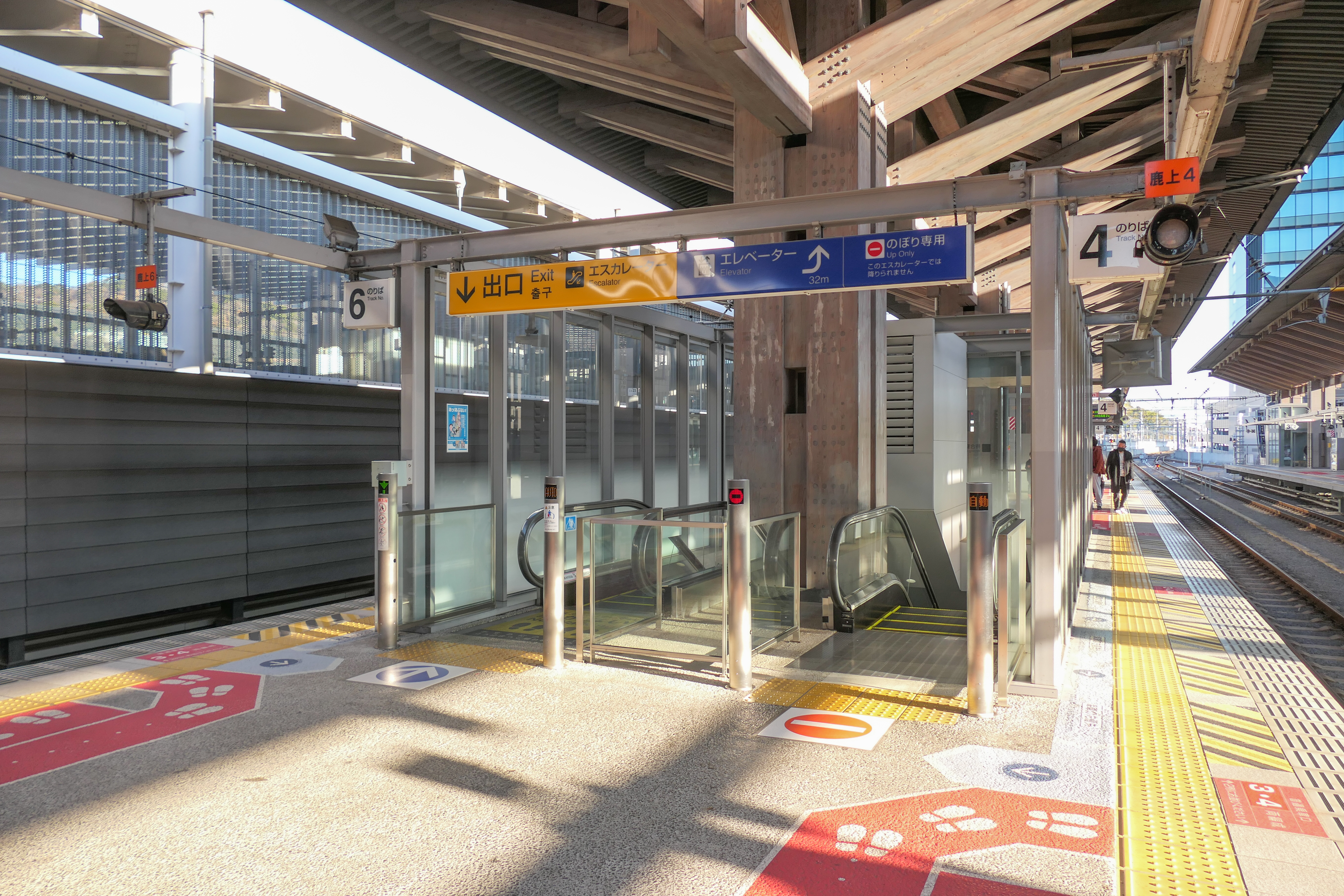
在來線4號與6號月台 (2022年1月)
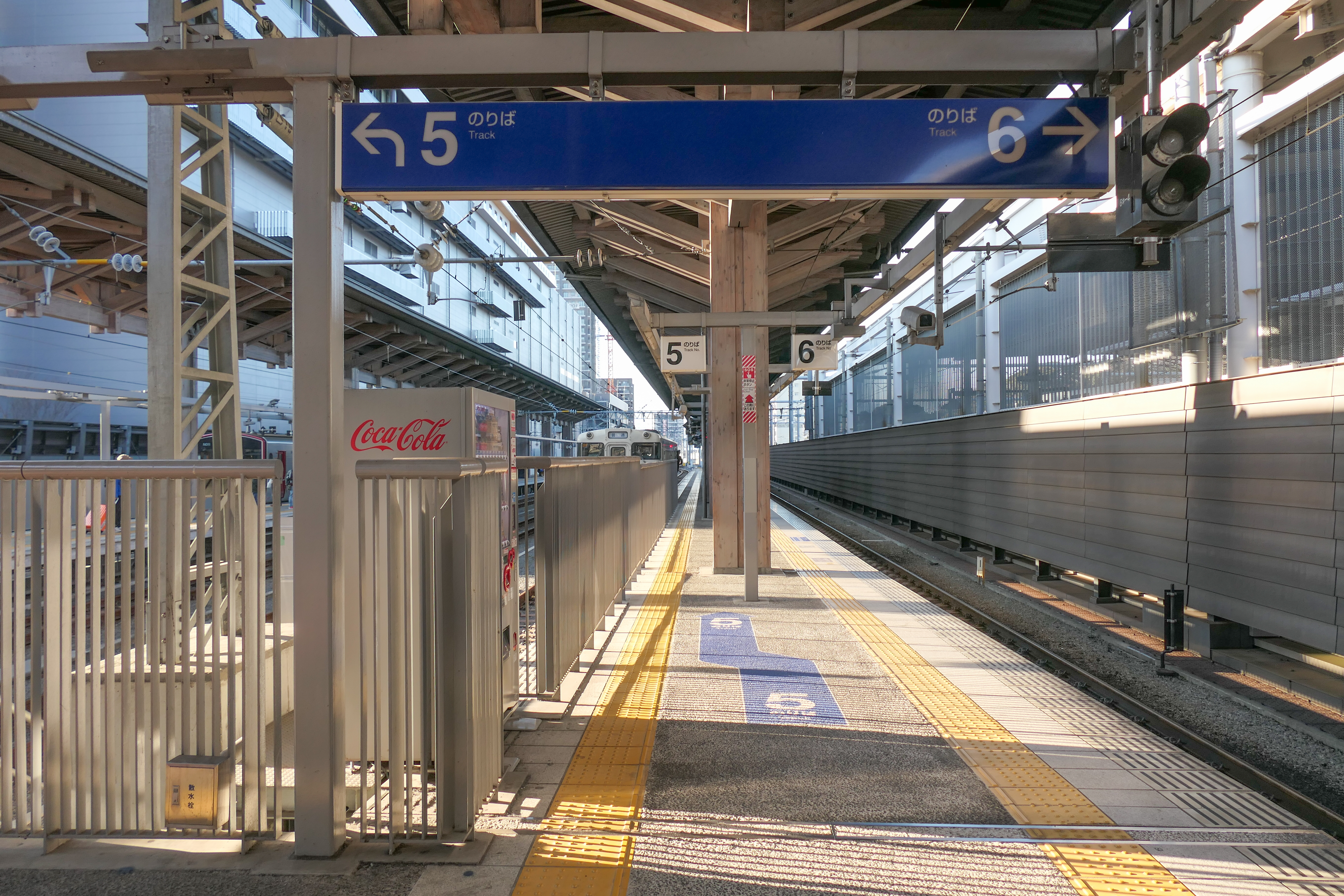
在來線5號與6號月台 (2022年1月)
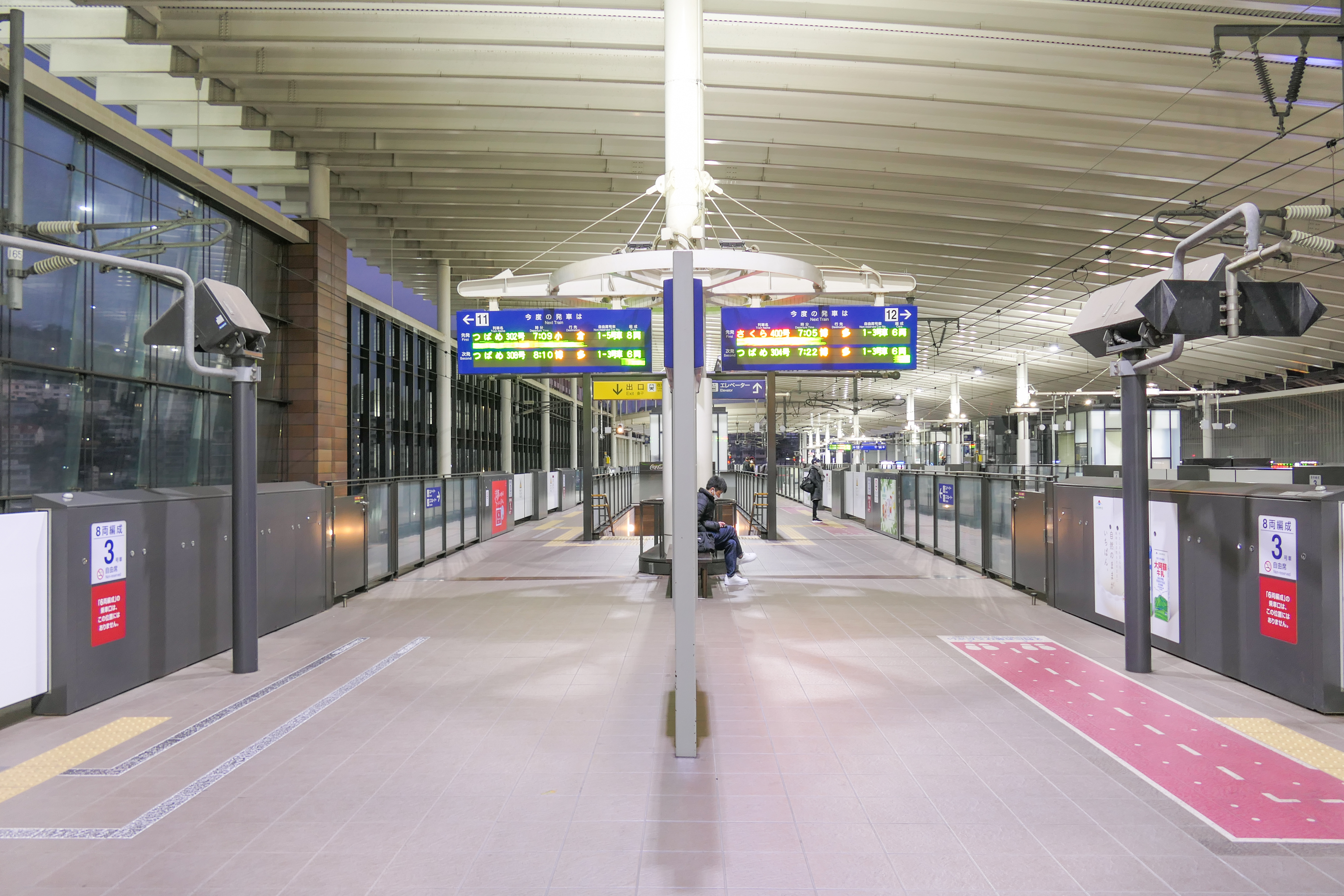
新幹線11號與12號月台 (2022年1月)
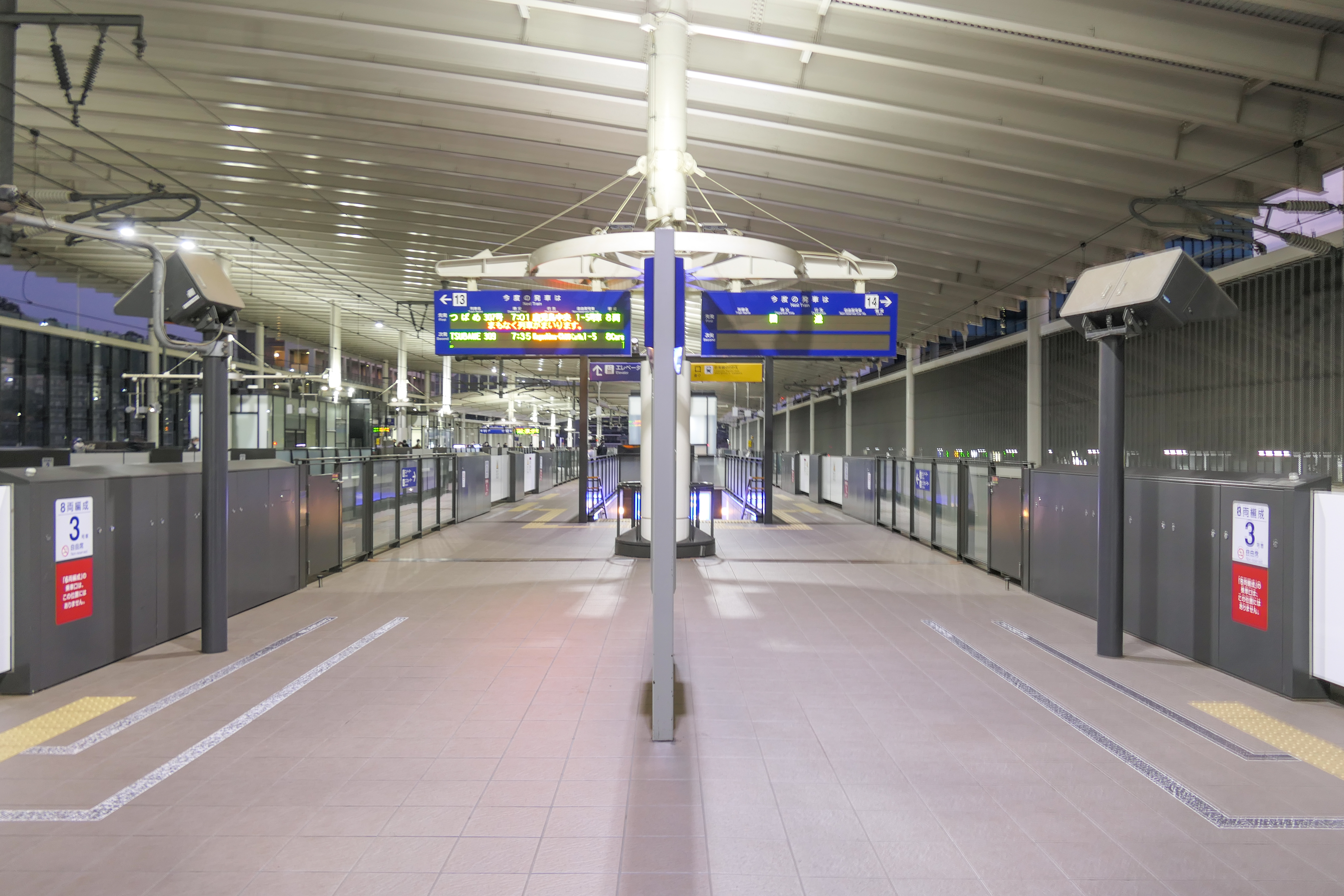
新幹線13號與14號月台 (2022年1月)

## 熊本市交通局
月台配置
- A系統：辛島町、通町筋、健軍町方向（JR站房側）
- A系統：田崎橋方向（道路側）

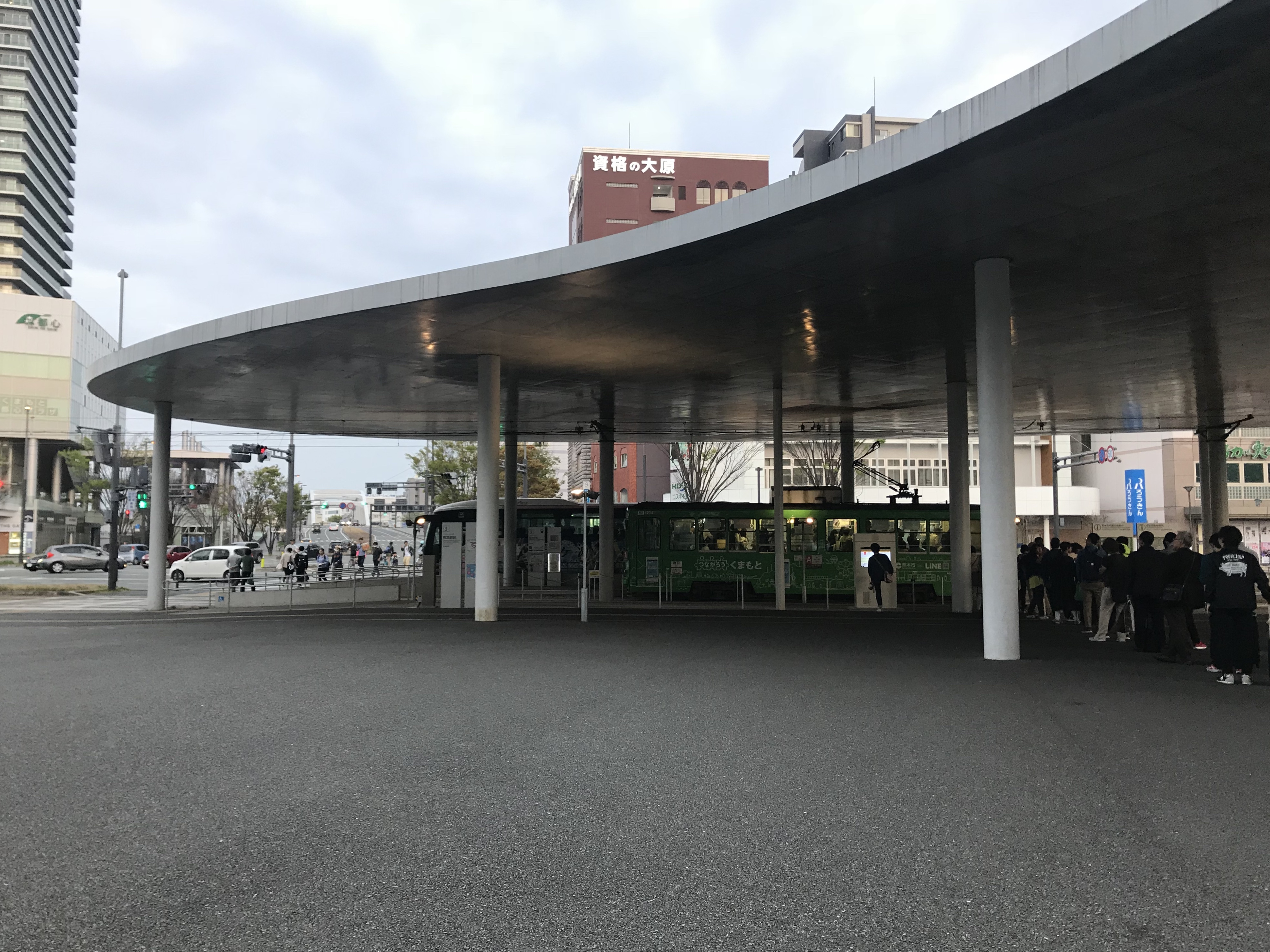
站房(2018年4月)
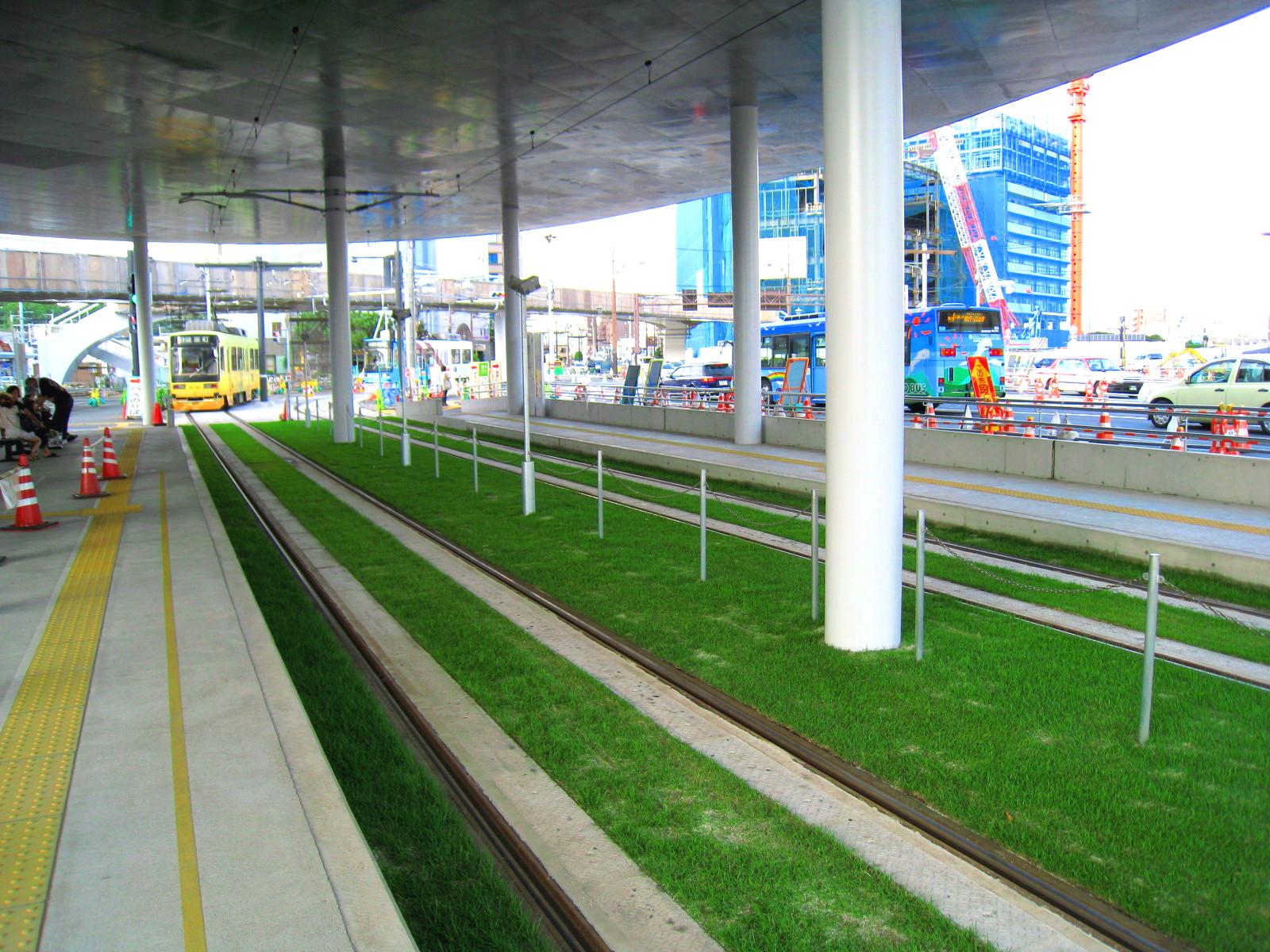
月台

## 車站便當
- 味彩（音羽屋）
- 味の華（音羽屋）
- あやめ（音羽屋）
- おにぎり弁当（音羽屋）
- 春日野（音羽屋）
- 草枕（音羽屋）
- さつき（音羽屋）
- すいぜんじ（音羽屋）
- すみれ（音羽屋）
- 中華飯店（音羽屋）
- 殿様弁当（音羽屋）
- 肥後てまり（音羽屋）
- ふきよせ（音羽屋）
- もっこす（音羽屋）

## 車站周邊
- 新大谷酒店
- JR九州酒店熊本
- 东横INN熊本站前
- SEGA Marvey
- Mister Donut
- 北九州予備校
- 熊本市立春日小學校
- 熊本朝日放送

## 歷史
- 1891年（明治24年）4月：成立熊本機車庫。
- 1891年（明治24年）7月1日：九州鐵道玉名－熊本段延線開業。同日熊本站開業，車站當時屬飽田郡春日村（翌年飽田郡與託麻郡合併為飽託郡）。
- 1906年（明治39年）4月1日：本站所在的春日村改行町制，成為飽託郡春日町。
- 1907年（明治40年）7月1日：九州鐵道被國有化，本站由日本國有鐵道（日本國鐵）接手經營。
- 1914年（大正3年）7月：北側站房落成啟用，車站功能轉移至此（現在的站址）。
- 1921年（大正10年）6月1日：本站所在的春日町被併入熊本市。
- 1924年（大正13年）8月1日：熊本市電 熊本站前－淨行寺、水前寺段開業。
- 1945年（昭和20年）7月27日：熊本市被空襲，國鐵上行月台的屋簷全毀，但站房並沒有受損。
- 1958年（昭和33年）3月：改建現站房。
- 1959年（昭和34年）12月24日：熊本市電田崎線開業。
- 1987年（昭和62年）4月1日：國鐵分割民營化，國鐵站區由JR九州、JR貨物接手經營。
- 1991年（平成3年）：修建站房。
- 2002年（平成14年）11月2日：地下剪票口增設5台自動剪票機。
- 2006年（平成18年）9月24日：開始進行新幹線工程及在來線高架工程，令月台配置大幅變更。
- 2010年（平成22年）4月26日：為了原址重建市電新站區，暫時遷移市電站區。
- 2011年（平成23年）
  - 3月12日：九州新幹線站區開業。
  - 8月：JR站區的非付費區通道獲選為Brunel獎（表彰獎）。

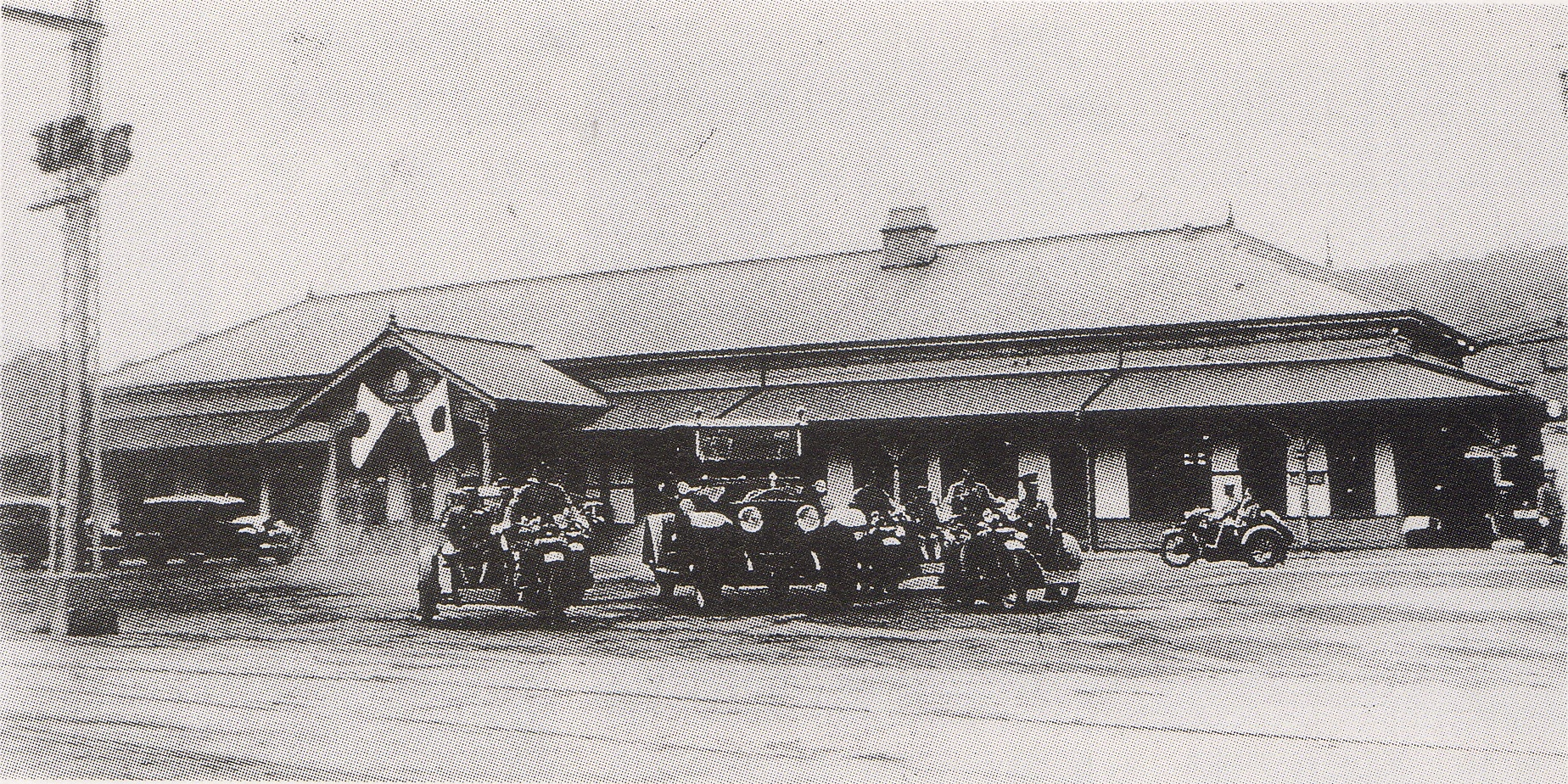
1931年熊本站外觀
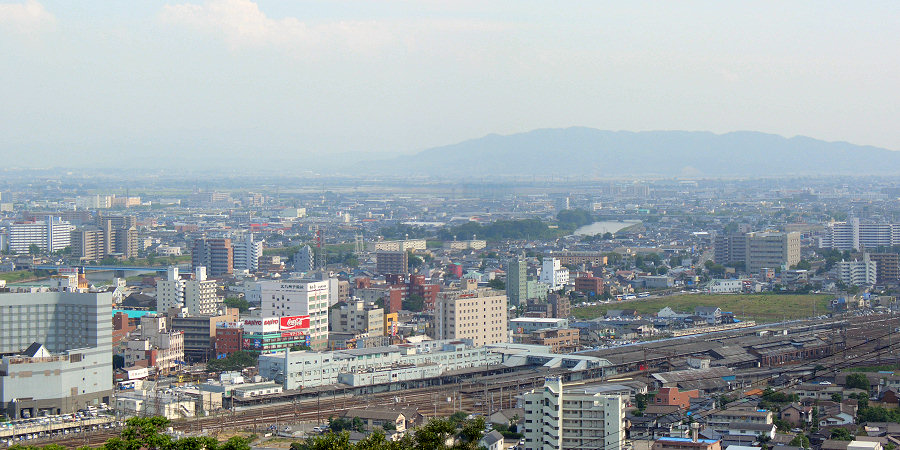
新幹線動工前的熊本站遠景
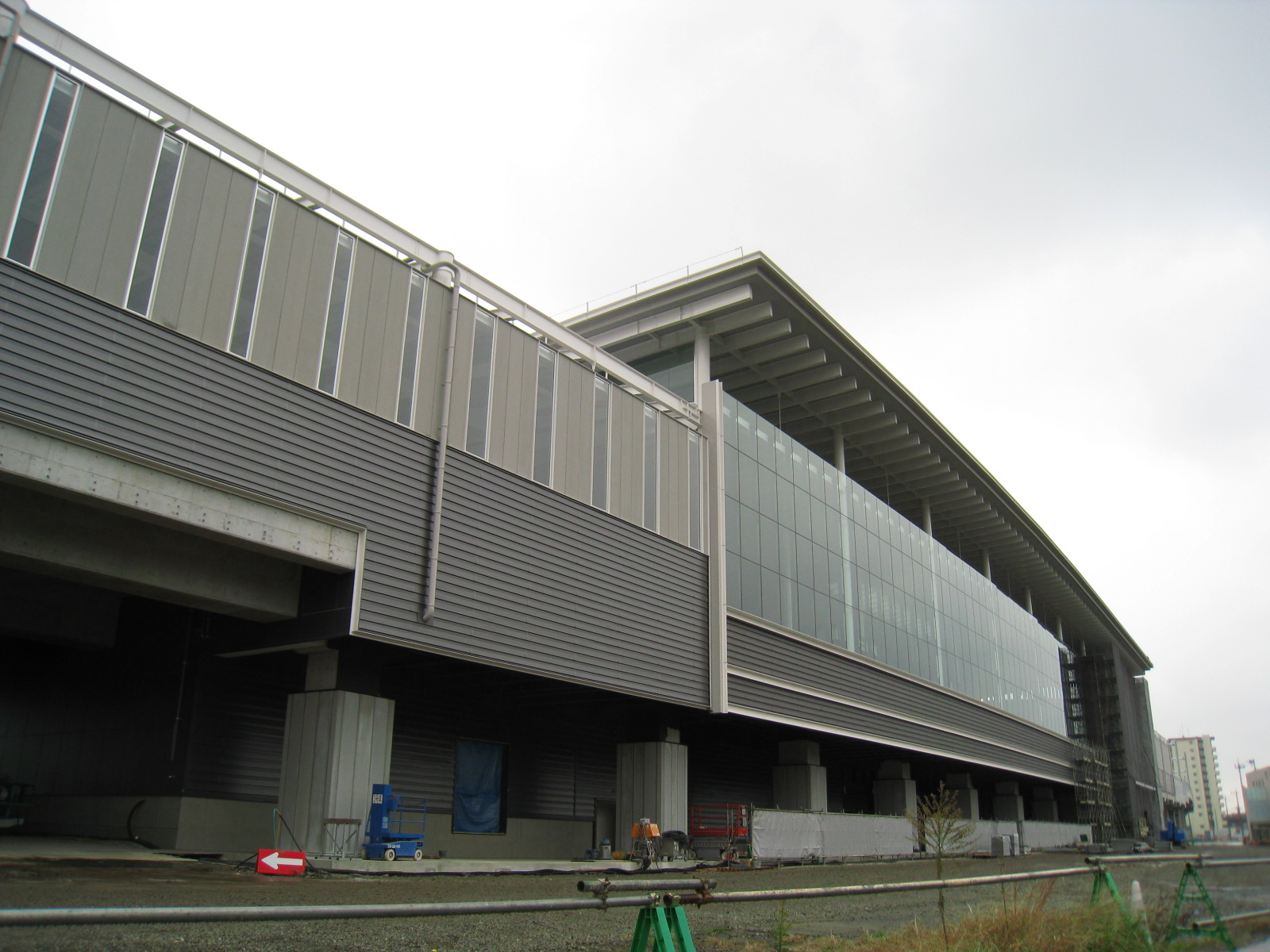
興建中的新幹線站房

## 相鄰車站
九州旅客鐵道
九州新幹線
新玉名－熊本－新八代
■鹿兒島本線（包括直通天草三角線）
■快速「超級橙」（只限周末、假日運行）
熊本－八代
■肥薩線直通快速、■伊三郎、新平、■快速「SL人吉」（不定期運行）
熊本－新八代
■觀光特急「坐A列車去吧」（不定期運行）始發、終到站
熊本－宇土
■普通
上熊本－熊本－西熊本
■豐肥本線
■特急「九州橫斷特急」（此站始發、終到）
熊本－新水前寺
■普通
熊本－平成
熊本市交通局
■A系統（田崎線、幹線）
二本木口（2）－熊本站前（3）－祇園橋（4）

## 外部連結
- JR九州－熊本站 （页面存档备份，存于）（日語）
- 熊本市交通局 （页面存档备份，存于）（日語）

32°47′24.09″N 130°41′20″E / 32.7900250°N 130.68889°E